# Akhchipsou
Ahchipsou là một bộ tộc người Sadz (Abkhaz-Abaza), sống trên dãy Kavkaz Lớn, gần biên giới hiện đại của vùng Krasnodar và Abkhazia. Họ sống ở thượng nguồn sông Mzymta, và ở sông Achipse, ngày nay là Krasnaya Polyana, Quận Thành phố Adlersky, Sochi, Nga. Tộc người Ahchipsou đã bị thống trị bởi bộ tộc Kazılbeg Azaguyipa.
Ahchipsou đã bị chinh phục vào tháng 5 năm 1864, là cuộc kháng chiến cuối cùng trong Chiến tranh Nga-Circassia. Sau chiến tranh, những người thuộc bộ tộc này tái định cư ở Đế quốc Ottoman (xem Muhajirism).